# Wybory parlamentarne w Burkinie Faso w 2007 roku
Wybory parlamentarne w Burkinie Faso w 2007 roku odbyły się 6 maja. Kandydaci walczyli o 111 miejsc w Zgromadzeniu Narodowym. Przy frekwencji wynoszącej 56,4% zwyciężył Kongres na rzecz Demokracji i Postępu z wynikiem 58,9% zdobywając tym samym 73 mandaty. Drugą pozycję zajął Sojusz na rzecz Demokracji i Federacji, który uzyskał 10,7% - 14 mandatów. Pozostałe 24 miejsca w parlamencie przypadły jedenastu innym ugrupowaniom. Na czele nowego rządu stanął Tertius Zongo.